# Álvaro Gutiérrez Cueva
Álvaro Gonzalo Gutiérrez Cueva (Arequipa, 15 de agosto de 1964) es un oficial en retiro, abogado, empresario y político peruano. Fue congresista de la república por Arequipa durante el periodo 2006-2011.

## Biografía
Nació en la ciudad de Arequipa, el 15 de agosto de 1964.
Estudió en la Escuela de Oficiales de la Policía Nacional del Perú donde se graduó como oficial y luego ejerció la carrera de Derecho en la Universidad Inca Garcilaso de la Vega.
Laboró de Relaciones Públicas en el Ministerio del Interior, como enfermero en el Hospital San Raffael, presidente del Instituto Italo-Peruano e instructor de la Escuela Técnica Policial.

## Carrera política

### Congresista de la República
Álvaro Gutiérrez incursionó en la política como militante del Partido Nacionalista Peruano liderado por Ollanta Humala y aportante para la campaña presidencial de las elecciones presidenciales del año 2006. Luego postuló al Congreso de la República en las elecciones parlamentarias en alianza con el partido Unión por el Perú por la lista electoral de Arequipa. Gutiérrez logró ser elegido como congresista de la república, obteniendo 48,417 votos, y juramentó para el periodo parlamentario 2006-2011.
Durante su labor parlamentaria, fue presidente de la Comisión de Transportes (2006-2007) y de la Comisión Investigadora sobre el Incumplimiento de la Ejecución del Contrato de Revisiones Técnica Vehiculares para Lima (2007-2008). En el año 2008, Gutiérrez fue incluido como candidato a la segunda vicepresidencia de la Mesa Directiva en la lista oficialista lidera por Javier Velásquez Quesquén y fue elegido para el lapso 2008-2009. Su integración a la lista oficialista generó polémica debido a que Gutiérrez formaba parte de la oposición. Fue también presidente de la Comisión Investigadora de la Crisis Futbolística (2009-2010).
En septiembre del 2006, Gutiérrez fue expulsado del Partido Nacionalista Peruano tras hacer críticas contra Ollanta Humala y Gonzalo García Núñez, sin embargo, siguió permaneciendo en el nacionalismo hasta el año 2010. Luego se unió a la bancada Bloque Popular formada por exmiembros del nacionalismo y de Unión por el Perú, donde terminó siendo excluido tras su cercanía con el aprismo y finalmente permaneció en la bancada de Alianza Nacional formada por los congresistas de Solidaridad Nacional.

## Controversias
En el año 2010, Álvaro Gutiérrez fue suspendido por 120 días del Congreso de la República tras haber sido denunciado por la bancada del Partido Nacionalista Peruano de haber estado ausente del país por 5 meses pese a que tenía licencia por 52 días.
Álvaro Gutiérrez es también cuestionado por su participación en el caso de las agendas políticas de la ex-primera dama Nadine Heredia. Según sus declaraciones, fue él quien recibió las agendas de la entonces primera dama donde se coordinaba los manejos de los casos Madre Mía y el 'Andahuaylazo' en el Ministerio Público.
En el año 2019, Gutiérrez fue criticado tras burlarse mediante su cuenta de Twitter de la muerte del exministro José Huerta.